# Raimondo Sala
Raimondo Sala (Frugarolo, 1890 – Roma, 1956) è stato un politico italiano.

## Biografia
Nato nel 1890 a Frugarolo, nella provincia di Alessandria, svolse la professione di odontotecnico e fu membro della massoneria. Prese parte alla campagna di Libia, rimanendo mutilato alla mano sinistra, e combatté durante la prima guerra mondiale con il grado di capitano.
Nel settembre 1920 aderì ai Fasci italiani di combattimento e fu un attivo squadrista. L'11 giugno 1921 guidò una spedizione punitiva a Litta Parodi contro l'assessore comunale socialista di Frugarolo Domenico Balza, il quale, lo ferì in uno scontro a fuoco.
Ricoprì le cariche di segretario cittadino di Alessandria del Partito Nazionale Fascista fino al 1923 e federale provinciale dal 20 maggio al 4 luglio 1923. Fu anche console della milizia, consigliere provinciale e nel gennaio 1923 venne eletto sindaco di Alessandria.
Ben presto Sala si distinse per una personalizzazione dell'ideologia fascista che portò una netta spaccatura nel contesto alessandrino. Autoritario e conservatore, si mostrò insofferente per la deriva nazionalista e anticostituzionalista del movimento di Mussolini, criticandone anche l'involuzione borghese. In aperto contrasto con il deputato fascista di Alessandria, Edoardo Torre, condusse una propria campagna elettorale in vista delle politiche del 1924. Mussolini, nel mese di agosto, in una missiva al prefetto apostrofò il comportamento di Sala come «ormai inqualificabile». Il 14 ottobre 1923 Sala si dimise dal Partito Nazionale Fascista e fondò nel mese di dicembre il fascio autonomo di Alessandria, caratterizzato da un programma dichiaratamente anti-mussoliniano che supportava la libertà di espressione e di stampa e tutelava il libero associazionismo.
Alleatosi con il dissidente fascista Cesare Forni, fu tra i primi aderenti all'associazione costituzionale Patria e Libertà il 31 gennaio 1924 e poi co-fondatore dei Fasci nazionali, partito formato per le elezioni che si sarebbero tenute nello stesso anno. La campagna elettorale fu caratterizzata da violenze e intimidazioni da parte dei fascisti mussoliniani. Una circolare governativa definiva Sala e Forni come «i più temibili nemici del fascismo» e il prefetto di Novara emise un'istruttiva nella quale dichiarava: «Sala e Forni non devono parlare nella provincia. Occorre siano stangati». Alle elezioni la lista non ottenne i risultati sperati, ma riuscì a vincere un seggio alla Camera, che andò a Cesare Forni.
Con l'inizio della dittatura, ormai allontanato dalla vita politica, Sala lavorò come informatore della polizia fascista. Morì nel 1956.